# Peter Kozek
Peter Kozek (* 27. April 1972 in Baden) ist ein österreichischer Künstler. Seine Tätigkeit bewegt sich größtenteils in den Bereichen Performance, Installation, Zeichnung und Video/Film und öffentlicher Raum.

## Biographie
Kozek studierte von 1995 bis 1998 klassischen Gesang bei Annet Zaïre, und von 1998 bis 2002 Medienübergreifende Kunst an der Universität für angewandte Kunst Wien bei Brigitte Kowanz. Von 2006 bis 2020 war er Lehrbeauftragter für „Performance und Raum“ sowie Assistent an der Universität für angewandte Kunst Wien in der Abteilung für Transmediale Kunst bei Brigitte Kowanz. Seither ist er am Angewandte Performance Lab als Senior Artist tätig. Peter Kozek lebt und arbeitet in Wien. Zusammen mit Thomas Hörl mietet er ein Studio in den sogenannten Praterateliers (Bildhauergebäude des Bundes).

## Künstlerisches Werk

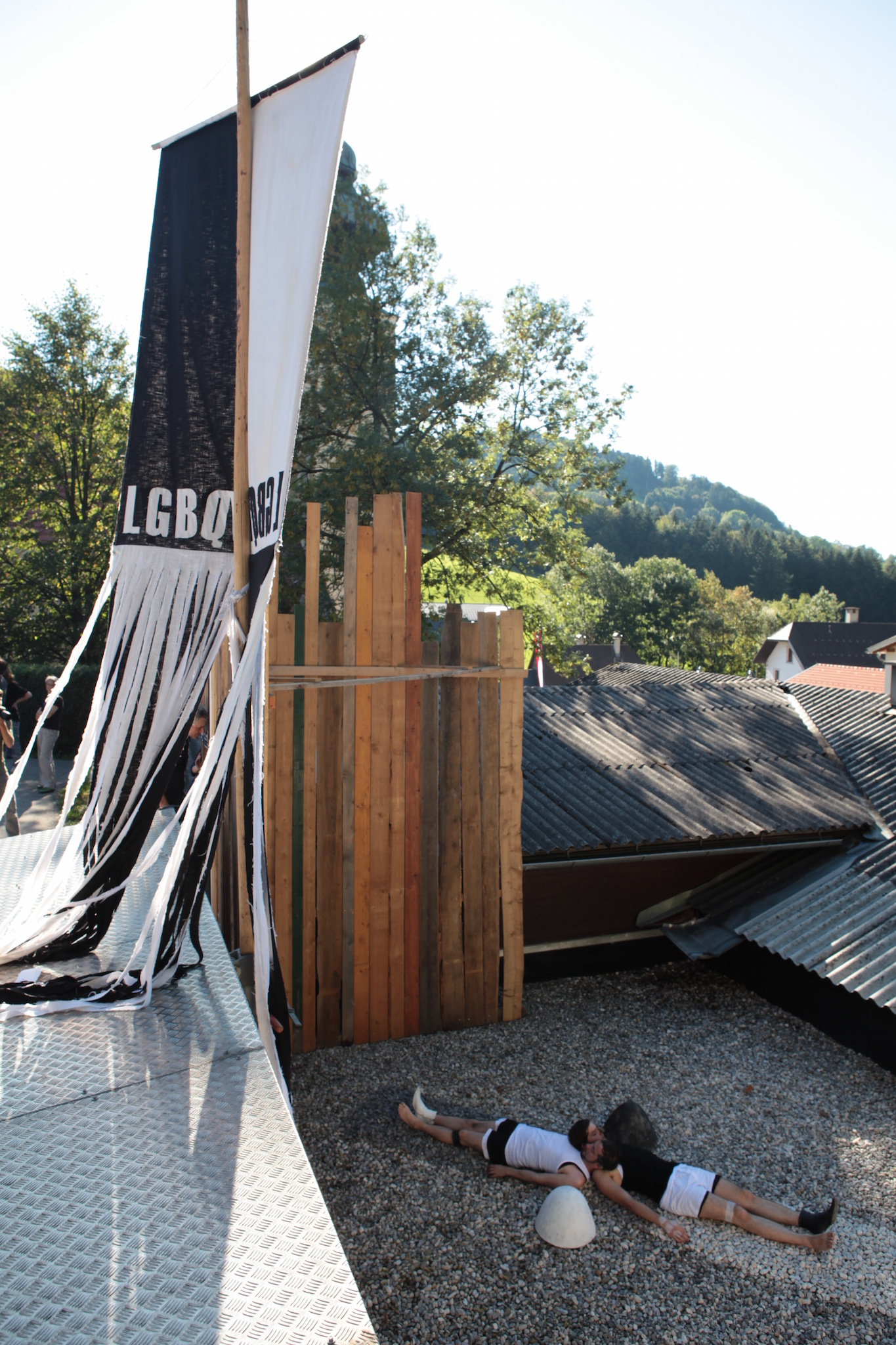
LGBQT – kozek hörlonski – Kunst im öffentlichen Raum Niederösterreich, Reinsberg 2011

Peter Kozek agiert in seinen „dynamischen Raumskulpturen“ mit unterschiedlichen Erscheinungsformen bildnerisch-künstlerischer Medien wie Installation, Performance, Zeichnung und Video. Die Arbeiten stehen oft in Wechselbeziehung zum umgebenden Raum, Analysen der architektonischen Gegebenheiten oft am Beginn der Entwicklung dieser performativen Installationen.
Seit 2003 arbeitet Peter Kozek häufig mit Thomas Hörl zusammen. Bis 2020 verwendeten die beiden Künstler dafür den Gruppennamen kozek hörlonski. Seit 2020 erscheint das Künstlerduo allerdings unter ihren bürgerlichen Namen. Zahlreiche weitere Kooperationen mit Gin Müller, Sodom Vienna, Ampe Geusau, Geschwister Odradek, Victor Jaschke, Die Familie, Jakob Lena Knebl, Jan Machacek, Elinor Mora, Josh Fur, Alexander Martinz u. v. m.
Immer wieder tritt er auch als Kurator in Erscheinung, zumeist Performance-Veranstaltungen.
Werke von Peter Kozek, kozek hörlonski bzw. in Kooperation mit Thomas Hörl sind u. a. in den Sammlungen der Artothek des Bundes, der Stadt Wien und des Landesmuseums Niederösterreich vertreten.

### Widerstäbe / Counterpoles

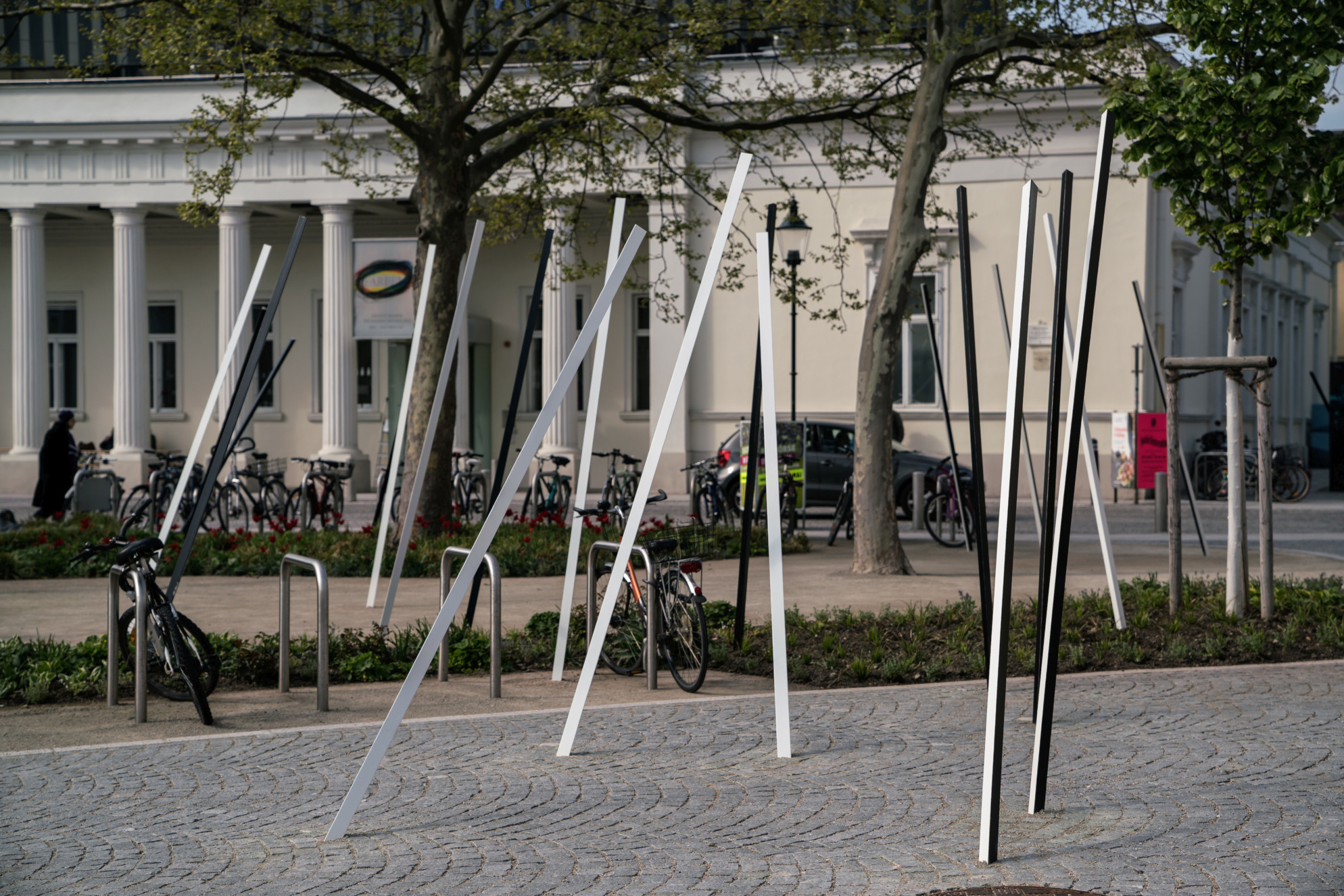
Widerstäbe / Counterpoles – Mahnmal für die Opfer des Nationalsozialismus, Josefsplatz, Baden bei Wien 2017

Ein Mahnmal für die Opfer des Nationalsozialismus. 36 Metallstäbe sind über die Fläche des Josefsplatzes in Baden verteilt und richten sich in unterschiedlichen Winkeln aus dem Boden auf. Diesen zunächst unregelmäßig verstreut scheinenden „Widerstäben / Counterpoles“ wohnt eine überlegte Ordnung inne: Sie alle streben einem imaginär über dem Platz schwebenden Davidstern zu, einem Symbol der Erinnerung an alle jüdischen Opfer des Nationalsozialismus. Die architektonische Umsetzung erfolgte durch und mit ASAP HOOG PITRO SAMMER. Die Eröffnung erfolgte in Anwesenheit von Landeshauptfrau Johann Mikl-Leitner und Bundespräsident Alexander Van der Bellen am 23. April 2017 im Arnulf Rainer Museum, Baden.

## Ausstellungen/Performances (Auswahl)

### Peter Kozek
- 2000: Almighty – 621 Katzenbilder, Galerie Engelhorn, Wien
- 2002: time, Galerie Engelhorn, Wien
- 2003: z-set, Kunsthalle Wien – Project Space, Wien
- 2009: Transkatholische Vögel (gem. mit Gin Müller u. a.) BRUT Künstlerhaus, Wien
- 2014: From Inner to Outer Shadow, Österreichisches Kulturinstitut Istanbul, Türkei[5]
- 2014: Contributions to the Universal Memorybank / Seven Steps and Back, Power Station of Art, Shanghai, China
- 2015: SPOT ON ME, Kunstraum Niederoesterreich, Wien
- 2015: Contributions to the Universal Memorybank / Köchelkörper, Kurpark Baden, Österreich
- 2016: Contributions to the Universal Memorybank / flow.p., Cabaret der Künstler – Zunfthaus Voltaire / Manifesta11, Zürich[6]
- 2016: Unter den Riesinnen, Neue Galerie der Tiroler Künstlerschaft, Innsbruck[7][8]
- 2017: Widerstäbe / Counterpoles, Mahnmal für die Opfer des Nationalsozialismus, Josefsplatz, Baden bei Wien[2][3][4]
- 2018: Die kleine Mama, Performance in den Ausstellungen trust*us in der Galerie 5020 Salzburg und Kunstverein Baden
- 2021: Brigitte Kowanz Constantin Luser Peter Kozek, Ausstellung in der Galerie Peter Seiser, Schörfling am Attersee[9]

### kozek hörlonski
- 2003: fo-box, Delfina Skylight Gallery, London
- 2004: Para Sites, MUMOK Museum für moderne Kunst, Wien
- 2005: m to an end, Galerie Pro Arte, Hallein, Österreich
- 2006: Wild Gift, Limehouse Town Hall, London
- 2007: level zer0-8, MAK Gegenwartskunstdepot Gefechtsturm Arenbergpark, Wien
- 2008: közek hörlönski (AUT-HUN), Linnagalerii, Tallinn, Estland
- 2009: Kompositum I / Hobagoass, Kunstraum NOE, Wien
- 2010: Medicine Mountain – Learn to Love in Seven Days I (gemeinsam mit Sir Meisi) für Podium10, Salzburg
- 2010: Koo-Koo The Bird Girl, KHM Kunsthistorisches Museum, Wien
- 2011: X Wohnungen, Internationale Schillertage, Nationaltheater Mannheim, Deutschland
- 2011: higgledypiggledy, periscope, Salzburg
- 2011: Medicine Mountain – Learn to Love in Seven Days II (gemeinsam mit Sir Meisi) für Kunst im öffentlichen Raum Tirol
- 2012: Viewpoints on Folklore, ACF, London, Großbritannien[10]
- 2013: whitemirrorblack, Dark Start, WUK Performance art, Wien
- 2013: blackrestwhitewalk, Perform Now!, Winterthur, Schweiz
- 2015: Straight To Hell, Vienna’s First International Queer Performance Festival, Kosmos Theater, Wien
- 2016: SKANDALFRISUR, Neue Galerie der Tiroler Künstlerschaft, Innsbruck

### Kooperationen
Dämonische Leinwände I-III, Filmtrilogie, Installationen, Screenings, Ausstellungen u. a. im Kunstraum Lakeside, Steirischer Herbst, Reaktor Wien, Belvedere 21/Blickle Kino gemeinsam mit Alexander Martinz und Thomas Hörl, 2017-2020
Lichthöhe, Film, Installation, Kunst im öffentlichen Raum im Rahmen von SERPENTINE – a touch of heaven and (hell), Großglockner Hochalpenstraße, MMKK Klagenfurt, gemeinsam mit Thomas Hörl und Victor Jaschke, 2020-2022
Shaken Grounds. Seismography of Precarious Presences, Artistic Research gemeinsam mit Nikolaus Gansterer, Mariella Greil und Lucie Strecker, seit 2022

### Kuratorische Tätigkeit (Auswahl)
- 2013: Es war einmal: Das Mittelalter, Szenografie der Ausstellung, ZOOM Kindermuseum, Wien
- 2014: sculpture me, Kunstraum Niederoesterreich, Wien
- 2014: OPEN Performance-Festival, mumok Hofstallungen, Wien[14]
- 2015: Kunst | Stoff | Plastik, Szenografie der Ausstellung, ZOOM Kindermuseum, Wien[15]
- 2015: spot on me, Kunstraum Niederoesterreich, Wien
- 2019: Erde.Erde, Szenografie der Ausstellung, ZOOM Kindermuseum, Wien[16]
- 2024: Kunst und Spiel, Szenografie der Ausstellung, ZOOM Kindermuseum, Wien

## Auszeichnungen/Stipendien
Peter Kozek
- 2014: Niederösterreichischer Kulturpreis: Anerkennungspreis für Bildende Kunst des Landes Niederösterreich
- 2004: Atelier des Landes NOE in Paliano, Italien
- 2002: Preis der Kunsthalle Wien, Delfina Art Studios, London, UK[17]

kozek hörlonski
- 2009: H13 Niederösterreich Preis für Performance, Österreich[18]
- 2010: Outstanding Artist Award des Bundesministerium für Unterricht, Kunst und Kultur, Österreich[19]
- 2013: Atelierstipendium im Kunstbunker Frankfurt, Deutschland
- 2014: Stipendium Bundesatelier Tokio, Japan[20]
- 2021: Preis der Stadt Wien für Bildende Kunst[21]

## Publikationen
- bahnhof in transition, Katalog (Universität für Angewandte Kunst Wien, 2001).
- 10 Jahre Kunsthalle Wien, Katalog (Kunsthalle Wien, 2002).
- art position – Almanach zur jungen Kunst in Wien, Katalog, Kolja Kramer, Hrsg. (Wien, 2003).
- Raumzeitpunkte sind Ereignisse, Brigitte Kowanz & Peter Kozek, Hrsg. (Universität für Angewandte Kunst Wien, 2008).
- Blossoms of a Multitude, Katalog (Universität für Angewandte Kunst Wien, 2011).
- crisscross – oder Langzeitstabilität durch regelmäßige Nullpunkteinstellung, Thomas Hörl & Peter Kozek, Hrsg., (Schlebrügge Editor, Wien 2013).[22]
- past forward – 100 Jahre Kunstverein Baden, 10" Vinyl Schallplatten Edition, Thomas Hörl & Peter Kozek, Hrsg. (Baden 2016).[23]
- lightness and matter. matter and lightness, Christiane Krejs, Transmediale Kunst/Universität für angewandte Kunst, Hrsg. (Verlag für moderne Kunst, Wien 2017).
- lightness and matter - Transmediale Kunst/Transmedia Art, 20 Jahre Transmediale Kunst, Brigitte Kowanz & Peter Kozek, Hrsg. (De Gruyter Verlag, Wien 2018).[24]